# Sofizmat etymologiczny
Sofizmat etymologiczny (ang. etymological fallacy) – przekonanie, jakoby właściwymi znaczeniami wyrażeń językowych były znaczenia historyczne, wynikające z etymologii (pochodzenia) danego słowa.
Przykładem sofizmatu etymologicznego jest założenie, że angielski czasownik aggravate powinien oznaczać wyłącznie „pogarszać, pogłębiać”, zgodnie z sensem łacińskiego aggravare. We współczesnym uzusie językowym bardziej upowszechniony jest sens „denerwować, irytować”, istniejący w języku od 400 lat. Sofizmat etymologiczny błędnie zakłada, że nowsze znaczenie jest „niepoprawne”, uzasadniając ten sąd brakiem związku nowego sensu z pierwotnym znaczeniem łacińskim. Podobnym przykładem jest założenie, że przymiotnik posthumous oznacza „po grzebaniu” (na co wskazuje etymologia łacińska), nie zaś „pośmiertny” lub „wydany po śmierci”. Osoba kierująca się sofizmatem etymologicznym może uznać, że pracy wydanej pośmiertnie nie można określić mianem posthumous, jeśli jej autor został np. skremowany.
Sofizmat etymologiczny prowadzi niekiedy do mylnych preskrypcji językowych, sprzecznych ze standardową praktyką językową, i pojawia się wśród zwolenników puryzmu językowego.